# Музеї України, в яких зберігається державна частина Музейного фонду України
Перелік музеїв України створений на основі Переліку музеїв, у яких зберігаються музейні колекції та музейні предмети, що є державною власністю і належать до державної частини Музейного фонду України, затвердженого постановою Кабінету Міністрів України від 2 лютого 2000 р. N 209 «Про затвердження переліку музеїв, в яких зберігаються музейні колекції та музейні предмети, що є державною власністю і належать до державної частини Музейного фонду України»
Після назви музею, якщо він не належить до системи Мінкультури, у дужках зазначається орган, якому музей підпорядковується.

## Автономна Республіка Крим
- Кримський республіканський краєзнавчий музей, 333000, м. Сімферополь, вул. Гоголя, 14

Філіали:
- Алуштинський краєзнавчий музей, 334270, м. Алушта, вул. Леніна, 8
- Кримський етнографічний музей, 333000, м. Сімферополь, вул. Пушкіна, 18

- Феодосійський краєзнавчий музей, 334800, м. Феодосія, проспект Леніна, 11
- Євпаторійський краєзнавчий музей, 334300, м. Євпаторія, вул. Дувановська, 11
- Чорноморський краєзнавчий музей, 334360, смт Чорноморське, вул. Революції, 8
- Республіканський історико-археологічний заповідник «Калос Лімен», 334360, смт Чорноморське, вул. Фрунзе, 22а
- Керченський державний історико-культурний заповідник, 334501, м. Керч, вул. Свердлова, 7

Відділи
- Керченський історико-археологічний музей, 334501, м. Керч, вул. Свердлова, 22
- Музей історії Елтигенського десанту, 334500, м. Керч, вул. Свердлова, 22
- Керченська картинна галерея імені М. Я. Бута, 334500, м. Керч, вул. Театральна, 2

- Бахчисарайський державний історико-культурний заповідник, 334410, м. Бахчисарай, вул. Річна, 133

Філіали
- Музей археології і печерних міст, 334410, м. Бахчисарай, вул. Річна, 133
- Музей історії та культури кримських татар, 334410, м. Бахчисарай, вул. Річна, 133

- Старокримський історико-літературний музей, 334890, Кіровський район, м. Старий Крим, вул. Леніна, 27
- Ялтинський державний об'єднаний історико-літературний музей, 334235, м. Ялта, вул. Пушкінська, 5

Філіал:
- Ялтинський літературно-меморіальний будинок-музей М. Бірюкова, 334235, м. Ялта, вул. Червоноармійська, 1а: Відділи:
- Літературно-меморіальний музей Лесі Українки, 334600, м. Ялта, вул. Катерининська, 8
- Відділ археології, 334200, м. Ялта, вул. Загородня, 3
- Відділ дореволюційної культури Ялти, 334234, м. Ялта, вул. Єкатерининська, 8
- Відділ голографії, 334235, м. Ялта, вул. Пушкінська, 5

- Музей О. С. Пушкіна в Гурзуфі, 334264, смт Гурзуф, сан. «Пушкіно»
- Сімферопольський художній музей, 333000, м. Сімферополь, вул. К. Лібкнехта, 35
- Феодосійська картинна галерея імені І. Айвазовського, 334800, м. Феодосія, вул. Галерейна, 2
- Лівадійський палац-музей, 334251, м. Ялта, смт Лівадія
- Алупкинський державний палацово-парковий музей-заповідник, 334253, м. Алупка, Дворцове шосе, 10

Відділ
- «Палац Олександра III», 334000, м. Ялта, смт Масандра

- Ялтинський музей «Поляна казок», 334237, м. Ялта, смт Виноградне, а/я 37
- Будинок-музей А. Чехова, 334237, м. Ялта, вул. Кірова, 12
- Будинок-музей М. Волошина, 334800, м. Феодосія, смт Коктебель
- Феодосійський літературно-меморіальний музей О. Гріна, 334800, м. Феодосія, вул. Галерейна, 10

Відділ:
- Будинок-музей О. Гріна, 334810, м. Старий Крим, вул. К. Лібкнехта, 52

- Алуштинський літературно-меморіальний музей С. М. Сергєєва-Ценського, 334270, м. Алушта, вул. Сергєєва-Ценського, 5

Відділ:
- Будинок-музей академіка архітектури С. Бекетова, 334270, м. Алушта, вул. Комсомольська, 4

- Архітектурно-історичний заповідник «Судацька фортеця» (філіал Національного заповідника «Софія Київська»), 334882, м. Судак
- Музей природи Кримського державного заповідника, (Держкомлісгосп), 334270, м. Алушта, вул. Партизанська, 42

## Севастополь
- Національний заповідник «Херсонес Таврійський», 335045, м. Севастополь, вул. Древня: Філіали

- Фортеця «Каламита», 335903, м. Білокам'янськ
- Фортеця «Чембало», 335000, м. Балаклава

- Музей героїчної оборони і визволення Севастополя, 335000, м. Севастополь, Історичний бульвар: Відділи:

- Панорама «Оборона Севастополя 1854—1855 років», 335000, м. Севастополь, Історичний бульвар
- Діорама «Штурм Сапун-гори 7 травня 1944 року», 335022, м. Севастополь, Сапун-гора
- Оборонна башта Малахового кургану, 335001, м. Севастополь, Малахів курган
- Музей історії Севастопольської Червонопрапорної комсомольської організації, 335000, м. Севастополь, вул. Суворова, 20
- Будинок-музей «Севастопольське комуністичне підпілля 1942—1944 років», 335009, м. Севастополь, вул. Ревякіна, 46

- Севастопольський художній музей, 335000, м. Севастополь, просп. Нахімова, 9
- Музей-акваріум, (Національна академія наук України), 335000, м. Севастополь, просп. Нахімова, 2
- Музей Червонопрапорного Чорноморського флоту (Міноборони), 335000, м. Севастополь, вул. Леніна, 11

## Вінницька область
- Національний музей-садиба М. Пирогова (МОЗ) 287100, м. Вінниця, вул. Пирогова, 155
- Вінницький краєзнавчий музей 287100, м. Вінниця, вул. Соборна, 21
- Могилів-Подільський краєзнавчий музей 288700, м. Могилів-Подільський, вул. Шевченка, 10/16
- Тиврівський краєзнавчий музей 287140, смт Тиврів, вул. Тиверська, 42
- Бершадський краєзнавчий музей 288540, м. Бершадь, пров. Робітничий
- Піщанський краєзнавчий музей 288370, смт Піщанка, вул. Вишнева, 2
- Тульчинський краєзнавчий музей 288300, м. Тульчин, вул. Гагаріна, 1

Відділ
- Меморіальний музей М. Леонтовича 288300, м. Тульчин, вул. Леонтовича, 5

- Літинський краєзнавчий музей імені Устима Кармалюка 287300, м. Літин, вул. Кармелюка, 5
- Оратівський краєзнавчий музей 287641, м. Оратів, вул. Героїв Майдану, 28
- Ободівський краєзнавчий музей 288331, Тростянецький район, с. Ободівка, вул. Котовського, 2
- Музей Героя Радянського Союзу В. Порика 287350, Хмільницький район, с. Порик
- Вороновицький музей історії авіації та космонавтики України 287120, Вінницький район, смт Вороновиця, вул. Козацький Шлях, 26
- Вінницький художній музей 287040, м. Вінниця, вул. Соборна, 21
- Шаргородський музей образотворчого мистецтва 288040, м. Шаргород, вул. Героїв Майдану, 194
- Ямпільський музей образотворчого мистецтва 288240, м. Ямпіль, вул. Свободи, 136
- Музей гончарного мистецтва (Музей-садиба братів Герасименків) 287500, Гайсинський район, с. Новоселівка
- Музей П. І. Чайковського і Н. Ф. фон Мекк 288021, Жмеринський район, смт Браїлів
- Вінницький літературно-меморіальний музей М. М. Коцюбинського 287100, м. Вінниця, вул. Бевзи, 15
- Музей «Літературна Немирівщина» 287200, м. Немирів, вул. Соборна, 185
- Музей М. П. Стельмаха 287311, Літинський район, с. Дяківці
- Меморіальний музей академіка Д. Заболотного (Національна академія наук) 288406, Крижопільський район, с. Заболотне
- Музей історії м. Козятина 22100, м. Козятин, вул. Грушевського, 15
- Міський краєзнавчий музей Гайсинщини 23700, м. Гайсин, вул. 1 Травня, 48

## Волинська область
- Волинський краєзнавчий музей, 263025, м. Луцьк, вул. Шопена, 20

Філіал:
- Колодяжненський літературно-меморіальний музей Лесі Українки, 264411, Ковельський район, с. Колодяжне: Відділи:
- Горохівський історичний музей, 264020, м. Горохів, вул. Новикова, 11
- Кортеліський історичний музей, 264431, Ратнівський район, с. Кортеліси
- Лопатенський музей партизанської слави, 264202, Ківерцівський район, урочище Лопатень
- Художній відділ, 263016, м. Луцьк, вул. Кафедральна, 1а
- Музей Волинської ікони, 263016, м. Луцьк, пл. Перемоги, 4

- Маневицький краєзнавчий музей, 264810, смт Маневичі, вул. Незалежності, 22
- Любомльський краєзнавчий музей, 264640, м. Любомль, вул. Української Армії, 2
- Володимирський історичний музей, 264940, м. Володимир-Волинський, вул. І. Франка, 27
- Ковельський історичний музей, 264410, м. Ковель, вул. О. Пчілки, 11
- Лобненський краєзнавчий музей, 265571, Любешівський район, с. Лобна
- Історико-культурний заповідник «Старий Луцьк» (Держбуд), 263001, м. Луцьк, вул. Драгоманова, 23

## Дніпропетровська область
- Дніпропетровський історичний музей імені Д. І. Яворницького, 320600, м. Дніпро, просп. Д. Яворницького, 16

Відділи
- Меморіальний будинок-музей Дмитра Яворницького, 320600, м. Дніпро, площа Шевченка, 5
- Музей «Літературне Придніпров'я», 320000, м. Дніпро, просп. Д. Яворницького, 64

- Музей історії міста Кам'янського, 322600, м. Кам'янське, просп. Свободи, 39
- Криворізький історико-краєзнавчий музей, 50099, м. Кривий Ріг, вул. Каунаська, 16

Відділи
- Меморіальна квартира-музей Г. Синиці,
- Тернівська філія Криворізького історико-краєзнавчого музею

- Павлоградський історико-краєзнавчий музей, 323000, м. Павлоград, Музейний пров., 8
- Нікопольський краєзнавчий музей, 322918, м. Нікополь, вул. Електрометалургів, 46а
- Дніпровський художній музей, 320044, м. Дніпро, вул. Шевченка, 21
- Музей історії комсомолу Дніпропетровщини, 320027, м. Дніпро, Соборна пл., 15

## Житомирська область
- Житомирський краєзнавчий музей, 262014, м. Житомир, Замкова пл., 1

Відділи
- Коростенський краєзнавчий музей, 261220, м. Коростень, вул. Грушевського, 6
- Словечанський музей партизанської слави Полісся, 260025, Овруцький район, с. Словечне
- Музей природи, 262014, м. Житомир, вул. Кафедральна, 14
- Художній музей, 262014, м. Житомир, Замкова пл., 1
- Літературно-меморіальний музей В. Г. Короленка, 262003, м. Житомир, вул. Старовільська, 1
- Новоград-Волинський літературно-меморіальний музей Лесі Українки, 260500, м. Новоград-Волинський, вул. Пушкіна, 92-94
- Романівський літературно-меморіальний музей М. Рильського, 261721, Попільнянський район, с. Романівка

- Музей космонавтики імені Сергія Павловича Корольова, 262008, м. Житомир, вул. Дмитрівська, 5
- Кмитівський музей образотворчого мистецтва імені Й. Д. Буханчука, 261220, Коростишівський район, с. Кмитів
- Житомирський державний літературний музей, 262002, м. Житомир, вул. Бердичівська, 77

Відділ: Верхівнянський літературно-меморіальний музей Оноре де Бальзака, 261820, Ружинський район, с. Верхівня
- Державна установа «Музей коштовного і декоративного каміння», (Мінфін), 261010, смт Хорошів, вул. Героїв України, 58

## Закарпатська область
- Закарпатський краєзнавчий музей, 294000, м. Ужгород, вул. Капітульна, 33

- Філіал: Закарпатський обласний художній музей імені Йосипа Бокшая, 294000, м. Ужгород, вул. Жупанатська, 3
- Відділи:

- Хустський краєзнавчий музей, 295600, м. Хуст, вул. Пирогова, 1
- Свалявський краєзнавчий музей, 295340, м. Свалява, вул. Шевченка, 4

- Виноградівський історичний музей, 295540, м. Виноградів, вул. Миру, 4
- Меморіальний будинок-музей народного художника України Федора Манайла, 294000, м. Ужгород, вул. Другетів, 74
- Меморіальний будинок-музей Андрія Коцки, 294000, м. Ужгород, вул. Віннична, 20
- Мукачівський історичний музей, 295400, м. Мукачеве, замок «Паланок»
- Закарпатський музей народної архітектури та побуту, 294000, м. Ужгород, вул. Капітульна, 33а
- Музей Берегівщини, 90200, м. Берегове, вул. Бетлен Габора, 1

## Запорізька область
- Національний заповідник «Хортиця», 330017, м. Запоріжжя, вул. Б. Хмельницького, 26
- Запорізький краєзнавчий музей, 330600, м. Запоріжжя, вул. Троїцька, 29
- Мелітопольський краєзнавчий музей, 332315, м. Мелітополь, вул. М. Грушевського, 18
- Токмацький краєзнавчий музей, 332530, м. Токмак, вул. Центральна, 29
- Михайлівський краєзнавчий музей, 332240, смт Михайлівка, пров. Соборний, 6
- Бердянський краєзнавчий музей, 332440, м. Бердянськ, просп. Перемоги, 14

- Відділ: Меморіальний будинок-музей П. П. Шмідта, 332440, м. Бердянськ, вул. Шмідта, 8

- Куйбишевський краєзнавчий музей, 332910, Куйбишевський район, с. Гусарка, вул. Леніна, 2
- Оріхівський краєзнавчий музей, 332700, м. Оріхів, вул. Шевченка, 3
- Приазовський краєзнавчий музей, 332340, смт Приазовське, вул. Покровська, 9
- Приморський краєзнавчий музей, 332410, м. Приморськ, вул. Соборна, 101
- Вільнянський краєзнавчий музей, 332000, м. Вільнянськ, вул. Соборна, 43
- Гуляйпільський краєзнавчий музей, 332830, Гуляйпільський район, м. Гуляйполе, вул. Соборна, 75
- Пологівський краєзнавчий музей, 332800, м. Пологи, пров. Водопровідний, 9
- Кам'янсько-Дніпровський історико-археологічний музей, 332600, м. Кам'янка-Дніпровська, вул. 9 Травня, 1
- Історико-археологічний музей-заповідник «Кам'яна Могила», 332315, Мелітопольський район, с-ще Мирне
- Василівський історико-архітектурний музей-заповідник «Садиба Попова», 332200, м. Василівка, вул. Гагаріна, 16
- Запорізький художній музей, 330035, м. Запоріжжя, вул. Незалежної України, 76б
- Бердянський художній музей імені Ісаака Бродського, 332440, м. Бердянськ, вул. Рюміна, 15
- Енергодарський художній виставковий зал, 332608, м. Енергодар, вул. Набережна, 6

## Івано-Франківська область
- Національний заповідник «Давній Галич», 285108, Галицький район, с. Крилос, вул. І. Франка, 1
- Івано-Франківський краєзнавчий музей, 284000, м. Івано-Франківськ, вул. Галицька, 4а: Відділи:

- Історико-архітектурний музей «Скит Манявський», 285057, Богородчанський район, с. Манява
- Літературно-меморіальний музей Леся Мартовича, 285232, Городенківський район, с. Торговиця
- Літературно-меморіальний музей Івана Франка, 285294, Верховинський район, с. Криворівня
- Літературний музей Прикарпаття, 284000, м. Івано-Франківськ, вул. Б. Лепкого, 27

- Музей історії міста Коломиї, 285200, м. Коломия, вул І. Мазепи, 4, п/с 80
- Карпатський крайовий музей визвольних змагань, 285470, м. Яремча, вул. Свободи, 269
- Музей визвольних змагань Прикарпатського краю, 284000, м. Івано-Франківськ, вул. Тарнавського, 22
- Івано-Франківський історико-меморіальний музей Олекси Довбуша, 284000, м. Івано-Франківськ, вул. І. Мазепи, 1
- Історико-меморіальний музей С. Бандери, 285421, Калуський район, с. Старий Угринів
- Івано-Франківський художній музей, 284000, м. Івано-Франківськ, вул. Низова, 2

Відділи
- Музей-пам'ятка дерев'яної архітектури та живопису XVI-XVIII століть, 285140, м. Рогатин, вул. Коцюбинського, 10
- Художньо-меморіальний музей В. Касіяна, 285300, м. Снятин, вул. Воєводи Касіяна, 48а

- Національний музей народного мистецтва Гуцульщини та Покуття імені Й. Кобринського, 285200, м. Коломия, вул. Театральна, 25
- Літературно-меморіальний музей Марка Черемшини, 285300, м. Снятин, вул. Т. Шевченка, 101
- Русівський літературно-меморіальний музей Василя Стефаника, 285301, Снятинський район, с. Русів, вул. Стефаника, 20
- Історико-етнографічний музей «Берегиня», 77111, Галицький район, м. Бурштин, вул. Коновальця, 2
- Краєзнавчий музей «Бойківщина» Тетяни і Омеляна Антоновичів, 77500, м. Долина, вул. Братиславська, 2а
- Музей визвольних змагань Карпатського краю, 78641, м. Косів, вул. Незалежності, 101
- Музей історії міста Болехова імені Романа Скворія, 77201, м. Болехів, вул. Січових Стрільців, 9

## Київська область
- Національний історико-етнографічний заповідник «Переяслав», 256110, м. Переяслав, вул. Шевченка, 8

- Філіал: Музей народної архітектури та побуту, 256110, м. Переяслав, вул. Кана, 54
- Відділ: Музей трипільської культури, 256110, м. Переяслав, вул. Шевченка, 8

- Білоцерківський краєзнавчий музей, 256400, м. Біла Церква, вул. Соборна, 4
- Бориспільський історичний музей, 08300, м. Бориспіль, Київський Шлях, 89
- Броварський краєзнавчий музей, 255020, м. Бровари, вул. Гагаріна, 6
- Кагарлицький краєзнавчий музей, 255420, м. Кагарлик, вул. Кооперативна, 2
- Боярський краєзнавчий музей, 255510, Києво-Святошинський район, м. Боярка, вул. М. Грушевського, 49
- Фастівський краєзнавчий музей, 255530, м. Фастів, вул. І. Ступака, 9
- Обласний археологічний музей, 255402, Обухівський район, с. Трипілля
- Національний музей-заповідник української військової звитяги, 255240, Вишгородський район, с. Нові Петрівці
- Національний музей-меморіальний комплекс «Букринський плацдарм», 255420, Кагарлицький район, с. Балико-Щучинка
- Музей історії Богуславщини, 256830, м. Богуслав, вул. Шевченка, 36
- Яготинський історичний музей, 256000, м. Яготин, вул. Незалежності, 114

- Відділ: Березанський краєзнавчий музей, 256210, м. Березань, вул. Героїв Небесної Сотні, 1

- Вишгородський державний історико-культурний заповідник, 255240, м. Вишгород, вул. Шкільна, 58
- Меморіальний музей композитора К. Г. Стеценка, 225540, Фастівський район, с. Веприк
- Меморіальний музей-садиба Івана Семеновича Козловського, 255154, Васильківський район, с. Мар'янівка
- Архівно-музейний комплекс «Літературно-мистецькі Плюти» — філіал Центрального державного архіву-музею літератури та мистецтв України, (Головархів), 255400, Обухівський район, с. Плюти

## Кіровоградська область
- Центральноукраїнський обласний краєзнавчий музей, 316050, м. Кропивницький, вул. Театральна, 40

Філіал: Державний музей-заповідник І. К. Тобілевича «Хутір Надія», 317107, Кіровоградський район, Хутір Надія: Відділи:
- Музей трудової слави с. Комишуватого, 317337, Новоукраїнський район, с. Комишувате
- Кіровоградська картинна галерея, 316050, м. Кропивницький, вул. Преображенська, 22
- Меморіальний музей М. Л. Кропивницького, 316050, м. Кропивницький, вул. Кропивницького, 172/42
- Музей Юрія Яновського, 317212, Компаніївський район, с. Нечаївка, вул. Леніна, 38

- Олександрійський краєзнавчий музей, 317900, м. Олександрія, вул. Перспективна, 14
- Світловодський міський краєзнавчий музей, 317000, м. Світловодськ, вул. Гагаріна, 21
- Добровеличківський краєзнавчий музей, 317510, смт Добровеличківка, вул. Шевченка, 132
- Олександрівський районний краєзнавчий музей, 27300, смт Олександрівка, вул. Коцюбинського, 1
- Бобринецький музей історії краю, 317220, м. Бобринець, вул. Миколаївська, 68
- Новгородківський музей історії району, 317234, смт Новгородка, вул. Квітнева, 13
- Голованівський історичний музей, 317640, смт Голованівськ, вул. Суворова, 4
- Музей історії Онуфріївського району, 317030, смт Онуфріївка, вул. Назаренка, 3
- Меморіальний музей комсомольської підпільної організації «Спартак», 317640, Голованівський район, с. Красногірка
- Олександрійський музей миру, 317900, м. Олександрія, вул. Перспективна, 14
- Музей мистецтв Кіровоградської обласної ради, 316050, м. Кропивницький, вул. Велика Перспективна, 60
- Художньо-меморіальний музей Олександра Осмьоркіна, 316050, м. Кропивницький, вул. Дворцова, 89
- Кропивницький музей музичної культури ім. К. Шимановського, 316022, м. Кропивницький, вул. Гоголя, 12
- Літературно-меморіальний музей І. К. Карпенка-Карого, 316050, м. Кропивницький, вул. Тобілевича, 16
- Меморіально-педагогічний музей В. Сухомлинського, (Міносвіти), 317020, Онуфріївський район, смт Павлиш, вул. Сухомлинського, 4

## Луганська область
- Луганський краєзнавчий музей, 348055, м. Луганськ, вул. Шевченка, 2

Відділи
- Свердловський краєзнавчий музей, 349200, м. Довжанськ, вул. Пирогова, 12
- Старобільський краєзнавчий музей, 349600, м. Старобільськ, вул. Гімназична, 53
- Новопсковський краєзнавчий музей, 349670, смт Новопсков, вул. Українська, 18
- Станично-Луганський краєзнавчий музей, 349040, смт Станиця Луганська, вул. Центральна, 1
- Ровеньківський музей «Пам'яті загиблих», 349230, м. Ровеньки, вул. Леніна, 45
- Алчевський історичний музей, 349101, м. Алчевськ, вул. Калініна, 2
- Музей історії міста Первомайська, 349270, м. Первомайськ, вул. Свердлова, 24

- Лисичанський міський краєзнавчий музей, 349000, м. Лисичанськ, просп. Перемоги, 99
- Кремінський краєзнавчий музей, 349850, м. Кремінна, Червона площа, 16
- Біловодський краєзнавчий музей, 349640, смт Біловодськ, вул. Леніна, 154
- Новоайдарський краєзнавчий музей, 349560, смт Новоайдар, вул. Пролетарська, 14
- Слов'яносербський краєзнавчий музей, 349010, м. Слов'яносербськ, вул. Горького, 100
- Краснодонський музей «Молода гвардія», 349320, м. Сорокине, вул. Комсомольська, 6
- Антрацитівський історичний музей, 349240, м. Антрацит, вул. Петровського, 38
- Перевальський історичний музей, 349140, м. Перевальськ, пл. Леніна, 1
- Музей історії та культури міста Луганська, 348000, м. Луганськ, вул. К. Маркса, 30

Відділи
- Меморіальний будинок-музей В. Даля, 348000, м. Луганськ, вул. В. Даля, 12
- Музей-квартира Владислава Титова, 348021, м. Луганськ, вул. Гайового, 18, кв.62

- Краснолуцький музей бойової слави шахтарів на р. Міус, 349339, м. Хрустальний, п/в Вахрушеве N 3
- Історико-меморіальний музей Олександра Пархоменка, 349348, Краснодонський район, с. Макарів Яр, вул. Пархоменка, 10
- Луганський художній музей, 348055, м. Луганськ, вул. Поштова, 3
- Стахановський історико-художній музей, 349700, м. Кадіївка, вул. Кірова, 30

## Львівська область
- Львівський історичний музей, 79008, м. Львів, пл. Ринок, 6

Філіал:
- Літературний Львів першої половини XX століття, 79012, м. Львів, вул. Гвардійська, 18

Відділи:
- Бродівський краєзнавчий музей, 293000, м. Броди, майдан Свободи, 5
- Перемишлянський краєзнавчий музей, 292010, м. Перемишляни, вул. Привокзальна, 6
- Музей «Арсенал», 290008, м. Львів, вул. Підвальна, 5
- Музей історії давньоруського міста Звенигорода, 293150, Пустомитівський район, с. Звенигород
- Музей Петра Сагайдачного, 292634, Самбірський район, с. Кульчиці
- Музей Євгена Коновальця, 292300, Львівський район, с. Зашків
- Державний історико-культурний заповідник «Тустань», 293605, Сколівський район, с. Урич

- Музей «Дрогобиччина», 293720, м. Дрогобич, вул. Гоголя, 42

Відділи:
- Пам'ятка дерев'яної архітектури XV–XVII століть, 293720, м. Дрогобич, вул. Шолоний ставок, 23а
- Пам'ятка дерев'яної архітектури XV–XVII століть, 293720, м. Дрогобич, вул. Пушкіна, 7а

- Стрийський краєзнавчий музей «Верховина», 293500, м. Стрий, вул. Олесьницького, 15

Відділ:
- Меморіальний музей Степана Бандери, 293529, Стрийський район, с. Воля Задеревацька

- Винниківський краєзнавчий музей, 290902, м. Винники, вул. Галицька, 26
- Львівський музей історії релігії, 79008, м. Львів, пл. Музейна, 1

Філіали:
- Червоноградський філіал Львівського музею історії релігії, 292210, м. Червоноград, вул. Пушкіна, 10
- «Людина. Земля. Всесвіт», 292220, м. Сокаль, вул. Шептицького, 54

- Музей народної архітектури та побуту у Львові, 79014, м. Львів, Чернеча гора, 1
- Державний історико-культурний заповідник «Нагуєвичі», 293720, Дрогобицький район, с. Нагуєвичі
- Державний меморіальний музей Михайла Грушевського, 79011, м. Львів, вул. І. Франка, 154
- Львівська галерея мистецтв, 79000, м. Львів, вул. Стефаника, 3

Відділи:
- Державний музей-заповідник «Олеський замок», 292061, Буський район, смт Олесько
- Меморіальна садиба Маркіяна Шашкевича, 293103, Золочівський район, с. Підлисся
- Музей сакральної скульптури XVIII століття. Творчість Івана Пінзеля, 79004, м. Львів, пл. Митна, 2
- Музей мистецтва давньоукраїнської книги, 79000, м. Львів, вул. Коперника, 15а
- Музей «Русалки Дністрової», 79000, м. Львів, вул. Коперника, 40
- Музей найдавніших пам'яток Львова, 79019, м. Львів, вул. Ужгородська, 1
- Каплиця Боїмів, 79008, м. Львів, вул. Катедральна, 2
- Музей-заповідник «Золочівський замок», 293100, м. Золочів, вул. Тернопільська, 5
- Музей-заповідник «Підгорецький замок», 293004, Бродівський район, с. Підгірці
- П'ятничанська вежа, 293300, Жидачівський район, с. П'ятничани

- Науково-мистецька фундація митрополита А. Шептицького «Національний музей у Львові», 79005, м. Львів, просп. Свободи, 20

Відділи:
- Художньо-меморіальний музей Олени Кульчицької, 79000, м. Львів, вул. Листопадового Чину, 9
- Художньо-меморіальний музей Олекси Новаківського, 79000, м. Львів, вул. Листопадового Чину, 11
- Художньо-меморіальний музей Леопольда Левицького, 79000, м. Львів, вул. Устияновича, 10/1
- Художній музей Михайла Біласа, 293780, м. Трускавець, майдан Кобзаря, 3
- Художньо-меморіальний музей Івана Труша, 79057, м. Львів, вул. І. Труша, 28
- Художній музей «Сокальщина», 292210, м. Червоноград, вул. Б. Хмельницького, 16
- Художній музей «Бойківщина», 292610, м. Самбір, пл. Чайковського, 4

- Львівський національний літературно-меморіальний музей Івана Франка, 79011, м. Львів, вул. І. Франка, 150–152

Філіал:
- Літературно-меморіальний музей-садиба Івана Франка, 293720, Дрогобицький район, с. Нагуєвичі

- Музично-меморіальний музей Соломії Крушельницької, 79000, м. Львів, вул. Крушельницької, 23
- Музей етнографії та художнього промислу (Інститут народознавства Національної академії наук), 79007, м. Львів, просп. Свободи, 15
- Державний природничий музей (Національна академія наук) 79008, м. Львів, вул. Театральна, 18
- Державний історико-архітектурний заповідник у Жовкві (Львівська облдержадміністрація), 292310, м. Жовква, вул. Львівська, 7а
- Музей генерала-хорунжого Української повстанської армії Романа Шухевича, — сектор Львівського історичного музею, 79052, м. Львів, вул. Білогорща, 76
- Музей-меморіал гетьмана України Івана Виговського — відділ Львівської галереї мистецтв, 81770, Жидачівський район, с. Руда, вул. Центральна
- Музей східних культур — відділ Львівської галереї мистецтв в архітектурному комплексі Золочівського замку, 80700, м. Золочів, вул. Замкова, 3

## Миколаївська область
- Миколаївський обласний краєзнавчий музей, 54001, Миколаїв, вулиця Набережна, 29

Філії на правах відділів:
- Музей суднобудування та флоту, 54001, м. Миколаїв, вулиця Адміральська, 4
- Миколаївський військово-історичний музей, 54001, Миколаїв, вулиця Героїв Рятувальників, 5
- Первомайський краєзнавчий музей, 55200, Первомайськ, вулиця Театральна, 10
- Очаківський військово-історичний музей, 57508, Очаків, вул. Лоцманська, 2
- Меморіальний музей «Партизанська іскра», 55261, Первомайський район, село Кримка, вулиця П. Гречаного, 23

- Баштанський краєзнавчий музей, 56100, Баштанка, вулиця Миколи Аркаса, 1
- Миколаївський художній музей імені В. Верещагіна, 54001, Миколаїв, вулиця Морська, 47

Відділи
- Очаківський музей мариністичного живопису імені Р. Судковського, 57508, Очаків, вулиця Шкриптиєнка, 13

- Вознесенський художній музей Є. Кібрика, 56501, Вознесенськ, вулиця Соборності, 14
- Історико-археологічний заповідник «Ольвія» (Національна академія наук), 57540, Очаківський район, село Парутине

## Одеська область
- Одеський історико-краєзнавчий музей, 65026, м. Одеса, вул. Гаванна, 4

Відділи
- Болградський історико-етнографічний музей, 65700, м. Болград, просп. Соборний, 154
- Музей «Філікі Етерія», 65026, м. Одеса, Червоний провулок, 20
- Меморіал героїчної оборони Одеси (411 берегова батарея), 65037, м. Одеса, вул. Дача Ковалевського, 150
- Відділ природи, 65026, м. Одеса, вул. Ланжеронівська, 24а

- Білгород-Дністровський краєзнавчий музей, 272300, м. Білгород-Дністровський, вул. Пушкіна, 19
- Ізмаїльський історико-краєзнавчий музей Придунав'я, 272630, м. Ізмаїл, вул. Тульчианівська, 51
- Ізмаїльський військово-історичний музейний комплекс, 272630, м. Ізмаїл, вул. Пушкінська, 37

- Відділ: Діорама «Штурм фортеці Ізмаїл», 272600, м. Ізмаїл, вул. Фортецька, 1

- Одеський національний художній музей, 65082, м. Одеса, вул. Софіївська, 5а

- Відділ: Ананьївський історико-художній музей, 273710, м. Ананьїв, вул. Незалежності, 61

- Одеський музей західного та східного мистецтва, 65026, м. Одеса, вул. Пушкінська, 9
- Ізмаїльська картинна галерея, 272630, м. Ізмаїл, пр. Суворова, 19
- Музей образотворчих мистецтв імені Олександра Білого, 68301, м. Чорноморськ, вул. Паркова, 8
- Муніципальний музей приватних колекцій імені О. В. Блещунова, 65014, м. Одеса, вул. Польська, 19
- Одеський літературний музей, 65026, м. Одеса, вул. Ланжеронівська, 2

- Філія: Музей «Іноземні письменники в Одесі», 65026, м. Одеса, вул. Пушкінська, 13

- Меморіальний музей Костянтина Паустовського — філія Одеського літературного музею, 65014, м. Одеса, вул. Чорноморська, 6
- Меморіальний музей С. І. Олійника — філія Одеського літературного музею, 65190, Миколаївський район, с. Левадівка
- Одеський археологічний музей (Національна академія наук), 65026, м. Одеса, вул. Ланжеронівська, 4
- Одеський військово-історичний музей Південного оперативного командування (Міноборони), 65044, м. Одеса, вул. Пироговська, 2
- Музей морського флоту України (Мінтранс), 65026, м. Одеса, вул. Ланжеронівська, 6

## Полтавська область
- Полтавський краєзнавчий музей, 314020, м. Полтава, вул. Конституції, 2

Відділи
- Диканський краєзнавчий музей, 315100, смт Диканька, вул. Незалежності, 68
- Музей авіації й космонавтики, 314011, м. Полтава, Першотравневий просп., 16
- Чорнухинський літературно-меморіальний музей Г. С. Сковороди, 315440, смт Чорнухи, вул. Центральна, 45
- Білицький літературно-меморіальний музей Мате Залки, 315230, Кобеляцький район, смт Білики

- Лохвицький краєзнавчий музей імені Г. С. Сковороди, 315810, м. Лохвиця, вул. Шевченка, 48
- Миргородський краєзнавчий музей, 315600, м. Миргород, вул. Незалежності, 3
- Миргородський літературно-меморіальний музей Давида Гурамішвілі, 315600, м. Миргород, вул. Незалежності, 3
- Лубенський краєзнавчий музей, 315500, м. Лубни, вул. Ярослава Мудрого, 30/25
- Кременчуцький краєзнавчий музей, 315314, м. Кременчук, вул. Ігоря Сердюка, 2
- Державний історико-культурний заповідник «Поле Полтавської битви», 314006, м. Полтава, Шведська Могила, 32
- Полтавський художній музей, 314020, м. Полтава, вул. Спаська, 11
- Державний музей-заповідник українського гончарства в Опішні, 315120, Зіньківський район, смт Опішня, вул. Партизанська, 102
- Полтавський літературно-меморіальний музей В. Короленка, 314011, м. Полтава, вул. Короленка, 1
- Полтавський літературно-меморіальний музей Панаса Мирного, 314002, м. Полтава, вул. Панаса Мирного, 56
- Полтавський літературно-меморіальний музей І. Котляревського, 314011, м. Полтава, Першотравневий просп., 18
- Національний музей-заповідник М. В. Гоголя, 315653, Шишацький район, с. Гоголеве
- Великосорочинський літературно-меморіальний музей Миколи Васильовича Гоголя, 315625, Миргородський район, с. Великі Сорочинці, вул. Гоголя, 34
- Мануйлівський літературно-краєзнавчий музей, 315292, Козельщинський район, с. Верхня Мануйлівка
- Літературний музей родини Драгоманових, 315870, м. Гадяч, вул. Соборна, 11
- Педагогічно-меморіальний музей Антона Макаренка, (Міносвіти), 315350, м. Кременчук, вул. Макаренка, 44
- Заповідник-музей А. Макаренка, (Міносвіти), 315018, Полтавський район, с. Ковалівка
- Кобеляцький державний музей літератури і мистецтв, 392000, м. Кобеляки, вул. Шевченка, 11
- Державний літературно-меморіальний музей-садиба Олеся Гончара, 39200, Кобеляцький район, с. Сухе
- Карлівський історико-краєзнавчий музей, 39500, м. Карлівка, вул. Полтавський Шлях, 50
- Горішньоплавнівський історико-краєзнавчий музей, 39800, м. Горішні Плавні, вул. Космонавтів, 4
- Кременчуцька міська художня галерея, 39600, м. Кременчук, вул. Коцюбинського, 4
- Картинна галерея Наталії Юзефович, 39625, м. Кременчук, вул. Космічна, 9
- Хорольський районний краєзнавчий музей, 37800, м. Хорол, вул. Небесної Сотні, 98/4

## Рівненська область
- Рівненський краєзнавчий музей, 266000, м. Рівне, вул. Драгоманова, 19
- Березнівський краєзнавчий музей, 265411, смт Березне, вул. Київська, 6
- Костопільський краєзнавчий музей, 265300, м. Костопіль, вул. Грушевського, 19
- Млинівський краєзнавчий музей, 265110, смт Млинів, вул. Петлюри, 19
- Острозький державний історико-культурний заповідник, 265620, м. Острог, вул. Академічна, 5

Відділи:
- Острозький краєзнавчий музей, 265620, м. Острог, вул. Академічна, 5
- Музей книги і друкарства в Острозі, 265620, м. Острог, вул. Папаніна, 7
- Літературно-меморіальний музей М. Островського, 265625, Острозький район, с. Вілія

- Корецький історичний музей, 265250, м. Корець, вул. Київська, 65
- Радивилівський історичний музей, 265400, м. Радивилів, вул. Кременецька, 24
- Національний історико-меморіальний заповідник «Поле Берестецької битви», 265416, Радивилівський район, с. Пляшева
- Державний історико-культурний заповідник у м. Дубно, 265100, м. Дубно, вул. Замкова, 7а
- Сарненський історико-етнографічний музей, 265450, м. Сарни, вул. Просвіти, 20
- Музей історії партизанського руху на Рівненщині, 283620, Зарічненський район, с. Дібрівськ, вул. Фестивальна, 10

## Сумська область

### Суми
- Сумський обласний краєзнавчий музей, 40000, м.  Суми, вул. Герасима Кондратьєва, 2
- Сумський обласний художній музей імені Никанора Онацького, 40000, м. Суми, Покровська пл., 1
- Меморіальний будинок-музей А. П. Чехова в м. Суми, 40022, м. Суми, вул. Чехова, 79

### Конотопський район
- Конотопський міський краєзнавчий музей імені О. М. Лазаревського, 41600, м. Конотоп, вул. Садова, 2
- Конотопський музей авіації, 41600, м. Конотоп, 1-й пров. Рябошапка, 1/1
- Музей-садиба генерала М. І. Драгомирова, 41600, м. Конотоп, вул. Драгомирова, 18
- Кролевецький краєзнавчий музей Кролевецької міської ради, 41300, м. Кролевець, вул. Соборна, 33
- Музей кролевецького ткацтва, 41300, м. Кролевець, бульвар Шевченка, 33.

Державний історико-культурний заповідник у м. Путивлі, 41500, Конотопський район, м. Путивль, вул. Кролевецька, 70
- Путивльський краєзнавчий музей, 41500, м. Путивль, вул. Кролевецька, 72
- Музей партизанської слави «Спадщанський ліс», 41500, Конотопський район, Спадщанський ліс
- Музей зброї та військової техніки у Спадщанському лісі, 41500, Конотопський район, Спадщанський ліс
- Музей «Парк радянського періоду»,  41500, Конотопський район, Спадщанський ліс
- Музей горюнської культури. 41530, Конотопський район, с. Нова Слобода

### Охтирський район
- Охтирський міський краєзнавчий музей, 42700, м. Охтирка, вул. Незалежності, 10
- Музейно-виставковий центр «Тростянецький» (стара назва Тростянецький районний краєзнавчий музей) 42600, Охтирський район, м. Тростянець, вул. Миру, 16а

### Роменський район
Державний історико-культурний заповідник «Посулля», 42020, Роменський район, с. Пустовійтовка
- Роменський краєзнавчий музей, 42000, м. Ромни, вул. Миколаївська, 10
- Музей Петра Калнишевського, 42020, Роменський район, с. Пустовійтовка
- Недригайлівський краєзнавчий музей, 42100, Роменський район, смт Недригайлів, вул. Шевченка, 13
- Музей-садиба Олекси Ющенка, 42130, Роменський район, с. Хоружівка

### Сумський район
- Лебединський міський краєзнавчий музей, 42200, м. Лебедин, вул. Тараса Шевченка, 37
- Лебединський міський художній музей імені Б. К. Руднєва, 42200, м. Лебедин , пл. Волі, 17

### Шосткинський район
- Шосткинський краєзнавчий музей, 41100, м. Шостка, вул. Свободи, 53
- Музей І. М. Кожедуба, 41100, м. Шостка, вул. Кожедуба, 1
- Меморіально-освітній комплекс «Родинна пам'ять», 41100, м. Шостка, вул. Леоніда Каденюка, 1
- «Шостка Арт-центр», 41100, м. Шостка, вул. Миру, 14
- Музей історії с. Ображіївка 41120, Шосткинський район, с. Ображіївка, вул. Травнева, 2
- Ямпільський краєзнавчий музей, 41200, Шосткинський район, смт Ямпіль, вул. Ботанічна, 23
- Глухівський краєзнавчий музей, 41400, Шосткинський район, м. Глухів, вул. Терещенків, 4
- Національний заповідник «Глухів», 41400, м. Глухів, вул. Шевченка, 30
- Музей археології Національного заповідника «Глухів». 41400,  м. Глухів, вул. Шевченка, 30

## Тернопільська область
- Тернопільський обласний краєзнавчий музей, 282001, м. Тернопіль, майдан Мистецтв, 3

Відділи
- Борщівський краєзнавчий музей, 283650, м. Борщів, вул. Шевченка, 9
- Бережанський краєзнавчий музей, 283150, м. Бережани, пл. Ринок, 1
- Бучацький краєзнавчий музей, 283220, м. Бучач, вул. Галицька, 52
- Гусятинський краєзнавчий музей, 283260, смт Гусятин, вул. Пушкіна, 15
- Денисівський краєзнавчий музей, 283128, Козівський район, с. Денисів
- Заліщицький краєзнавчий музей, 283540, м. Заліщики, вул. Українська, 66
- Чортківський краєзнавчий музей, 283600, м. Чортків, вул. Зелена, 3
- Шумський краєзнавчий музей, 283700, м. Шумське, майдан Незалежності, 5
- Музей «Зборівська битва», 283300, м. Зборів, вул. Козацька, 13
- Музей «Молотківська трагедія», 283800, Лановецький район, с. Молотків
- Історико-меморіальний музей політичних в'язнів, 282001, м. Тернопіль, вул. Коперника, 1
- Велеснівський етнографічно-меморіальний музей Володимира Гнатюка, 283206, Монастириський район, с. Велеснів
- Копичинецький музей театрального мистецтва, 283510, м. Копичинці, вул. Шевченка, 13
- Меморіальна садиба-музей Леся Курбаса, 283023, Підволочиський район, с. Старий Скалат
- Меморіальний музей Соломії Крушельницької, 283110, Тернопільський район, с. Біла
- Бережанський музей книги, 283150, м. Бережани, пл. Ринок, 1
- Меморіальний музей Богдана Лепкого, 283150, м. Бережани, пл. Ринок, 1
- Меморіальний музей Олександра Неприцького-Грановського, 283000, Кременецький район, с. Великі Бережці
- Тилявський літературно-меморіальний музей Уласа Самчука, 283706, Шумський район, с. Тилявка
- Державний історико-культурний заповідник у м. Збаражі, 283820, м. Збараж, вул. Б. Хмельницького, 18

- Кременецький краєзнавчий музей, 283280, м. Кременець, вул. Шевченка, 90

- Відділ: Меморіально-художній музей І. Хворостецького, 283290, м. Почаїв, вул. Лосятинська, 12

- Тернопільський художній музей, 282000, м. Тернопіль, вул. Крушельницької, 1

- Відділ: Музей історії християнства, 283290, м. Почаїв, вул. Шевченка, 14а

- Літературно-меморіальний музей Ю. Словацького в м. Кременці, 47003, м. Кременець, вул. Ю. Словацького, 16

## Харківська область
- Харківський історичний музей, 310003, м. Харків, вул. Університетська, 5

Філіали
- Барвінківський краєзнавчий музей, 313650, м. Барвінкове, вул. Першотравнева, 5
- Красноградський краєзнавчий музей імені П. Д. Мартиновича, 314050, м. Красноград, вул. Соборна, 55

Відділ: Балаклійський краєзнавчий музей, 313810, м. Балаклія, вул. Соборна, 89
- Ізюмський краєзнавчий музей, 313850, м. Ізюм, вул. Соборна, 12
- Лозовський краєзнавчий музей, 312323, м. Лозова, бул. Шевченка, 22
- Зміївський краєзнавчий музей, 312620, м. Зміїв, пл. Соборна, 6

Відділи
- Відділ бойового братерства в с. Соколів, 312168, Зміївський район, с. Соколове, вул. Отакара Яроша, 8
- Таранівський музей гвардійців-широнінців, 313430, Зміївський район, с. Таранівка, вул. Харківська, 35

- Куп'янський краєзнавчий музей, 312640, м. Куп'янськ, вул. 1 Травня, 21
- Богодухівський краєзнавчий музей, 312320, м. Богодухів, вул. Пушкіна, 24
- Валківський краєзнавчий музей, 312450, м. Валки, вул. Лаптєвих, 21
- Люботинський краєзнавчий музей, 312080, м. Люботин, вул. Слобожанська, 10
- Первомайський краєзнавчий музей, 313450, м. Первомайський
- Золочівський краєзнавчий музей, 312220, смт Золочів, вул. Перемоги, 1
- Історико-археологічний музей-заповідник «Верхній Салтів», 312510, Вовчанський район, с. Верхній Салтів
- Етнографічний музей «Українська Слобода», 312234, Золочівський район, с. Писарівка
- Харківський художній музей, 310002, м. Харків, вул. Жон Мироносиць, 9

- Філіал: Музей народного мистецтва Слобожанщини, 310002, м. Харків, вул. Жон Мироносиць, 11

Відділи
- Пархомівський історико-художній музей, 312363, Краснокутський район, с. Пархомівка, вул. Конторська, 2
- Галерея «Лауреати державної премії імені І. Рєпіна», 312830, м. Чугуїв, пл. Соборна, 1

- Харківська міська художня галерея, 310002, м. Харків, вул. Чернишевська, 15
- Чугуївський історико-культурний заповідник імені І. Рєпіна, 312830, м. Чугуїв, вул. Музейна, 8
- Харківський літературний музей, 310002, м. Харків, вул. Багалія, 6
- Національний літературно-меморіальний музей Г. С. Сковороди, 312232, Золочівський район, с. Сковородинівка
- Музей природи Харківського державного університету, (Міносвіти), 310022, м. Харків, вул. Трінклера, 8
- Дворічанський краєзнавчий музей, 62702, смт Дворічна, пров. Спортивний, 1
- Краєзнавчий музей ім. Т. А. Суліми Печенізької селищної ради, 62801, селище Печеніги, пров. Поштовий, 1

## Херсонська область
- Херсонський краєзнавчий музей, 325000, м. Херсон, вул. Соборна, 9

Філіал:
- Музей історії міста Каховки, 326840, м. Каховка, вул. Соборності, 18

Відділи
- Генічеський краєзнавчий музей, 326616, м. Генічеськ, вул. Відродження, 1
- Бериславський історичний музей, 326860, м. Берислав, вул. Воскресінська, 2

- Будинок-музей О. Цюрупи, 326520, м. Олешки, вул. Крилова, 51
- Природничо-екологічний музей, 325000, м. Херсон, вул. Театральна, 5
- Херсонський художній музей імені Олексія Шовкуненка, 325000, м. Херсон, вул. Соборна, 34
- Літературна Херсонщина, музей-квартира Б. А. Лавреньова, 325000, м. Херсон, вул. Театральна, 1

- Відділ: Новокаховська картинна галерея, 326840, м. Нова Каховка, вул. Т. Шевченка, 26

- Музей-заповідник «Асканія-Нова», (Національна академія наук), 326320, Чаплинський район, смт Асканія-Нова

## Хмельницька область
- Національний історико-архітектурний заповідник «Кам'янець» (Держбуд), 281900, м. Кам'янець-Подільський, вул. П'ятницька, 9
- Хмельницький краєзнавчий музей, 280013, м. Хмельницький, вул. Подільська, 12

Відділи
- Літературно-меморіальний музей Анни Ахматової, 281325, Дережнянський район, с. Слобідка Шелехівська
- Літературно-мистецький музей, 280000, м. Хмельницький, вул. Грушевського, 68

- Старокостянтинівський краєзнавчий музей, 281100, м. Старокостянтинів, вул. Грушевського, 15
- Кам'янець-Подільський державний історичний музей-заповідник, 32300, м. Кам'янець-Подільський, вул. Іоано-Предтечинська, 2

- Відділ: Картинна галерея, 32300, м. Кам'янець-Подільський, вул. П'ятницька, 11

- Музей історії міста Хмельницького, 280000, м. Хмельницький, вул. Проскурівська, 30
- Музей історії Волочиського району, 281370, м. Волочиськ, вул. Горького, 9
- Музей історії Славутського району, 281070, м. Славута, вул. Ярослава Мудрого, 40а
- Музей історії Дунаєвецького району, 281780, м. Дунаївці, вул. Шевченка, 31
- Меджибізький регіональний історико-етнографічний музей-фортеця, 281474, Летичівський район, смт Меджибіж, вул. Жовтнева, 1
- Державний історико-культурний заповідник «Самчики», 281100, Старокостянтинівський район, с. Самчики
- Хмельницький художній музей, 280000, м. Хмельницький, вул. Проскурівська, 47
- Музей пропаганди, 281040, м. Шепетівка, вул. Островського, 2
- Городоцький краєзнавчий музей, 32000, м. Городок, вул. Шевченка, 20
- Міський краєзнавчий музей, 30100, м. Нетішин, просп. Незалежності, 29
- Новоушицький районний історико-краєзнавчий музей, 32600, смт Нова Ушиця, вул. Подільська, 12

## Черкаська область
- Національний історико-культурний заповідник «Чигирин», 258230, м. Чигирин, вул. М. Грушевського, 26

Відділи:
- Чигиринський краєзнавчий музей, 258230, м. Чигирин, вул. М. Сікорського, 30
- Суботівський краєзнавчий музей, 258248, Чигиринський район, с. Суботів
- Стецівський етнографічний музей, 258237, Чигиринський район, с. Стецівка
- Шевченківський національний заповідник у м. Каневі, 258300, м. Канів, Тарасова гора

- Черкаський краєзнавчий музей, 257000, м. Черкаси, вул. Слави, 1

Відділи:
- Чорнобаївський краєзнавчий музей, 258140, смт Чорнобай, вул. Черкаська, 22
- Музей історії села Старосілля, 258534, Городищенський район, с. Старосілля
- Музей «Кобзаря» Т. Шевченка у м. Черкасах, 257000, м. Черкаси, вул. Байди-Вишневецького, 37
- Городищенський літературно-меморіальний музей Івана Ле, 258530, м. Городище, вул. Жовтнева, 141
- Літературно-меморіальний музей Василя Симоненка, 257002, м. Черкаси, вул. Хрещатик, 251

- Уманський краєзнавчий музей, 258900, м. Умань, вул. Незалежності, 31

Відділи:
- Уманський музей підпільної друкарні «Іскра», 258900, м. Умань, вул. Успенська, 128
- Уманський музей-квартира Г. Котовського, 258900, м. Умань, вул. Смідовича, 6
- Уманська картинна галерея, 258900, м. Умань, вул. Коломенська, 2

- Смілянський краєзнавчий музей, 258410, м. Сміла, вул. Соборна, 98
- Катеринопільський краєзнавчий музей, 258770, м. Катеринопіль, вул. Дружби, 9
- Драбівський краєзнавчий музей, 258010, смт Драбів, вул. Центральна, 77
- Монастирищенський краєзнавчий музей, 258830, м. Монастирище, вул. Соборна, 130а
- Звенигородський краєзнавчий музей, 258610, м. Звенигородка, вул. В. Чорновола, 41
- Золотоніський краєзнавчий музей, 258100, м. Золотоноша, вул. Черкаська, 20
- Городищенський краєзнавчий музей, 258530, м. Городище, вул. Винниченка, 3
- Канівський історичний музей, 258300, м. Канів, вул. Героїв Небесної Сотні, 68
- Жашківський історичний музей, 258860, м. Жашків, вул. Соборна, 53
- Лисянський історичний музей, 258660, смт Лисянка, пл. Миру, 12
- Ватутінський історичний музей, 258600, м. Ватутіне, просп. Ватутіна, 19
- Державний історико-культурний заповідник у м. Корсуні-Шевченківському, 258500, м. Корсунь-Шевченківський, острів М. Коцюбинського, 4

- Філіал: Стеблівський літературно-меморіальний музей І. Нечуя-Левицького, 258522, Корсунь-Шевченківський район, смт Стеблів, вул. Партизанська

- Державний історико-культурний заповідник «Трахтемирів», 258300, м. Канів, вул. Енергетиків, 68
- Тальнівський музей історії хліборобства, 258730, м. Тальне, вул. Замкова, 48
- Державний історико-культурний заповідник у м. Кам'янці, 258450, м. Кам'янка, вул. Декабристів, 5
- Державний історико-культурний заповідник «Батьківщина Тараса Шевченка», 258631, Звенигородський район, с. Шевченкове, вул. Г. Петровського, 33
- Черкаський художній музей, 257002, м. Черкаси, вул. Хрещатик, 259
- Черкаський міський археологічний музей Середньої Наддніпрянщини, 257002, м. Черкаси, вул. Смілянська, 21
- Канівський музей народного декоративного мистецтва, 258300, м. Канів, вул. Героїв Небесної Сотні, 64
- Кам'янський літературно-меморіальний музей О. С. Пушкіна та П. І. Чайковського, 258450, м. Кам'янка, вул. Героїв Майдану, 42

- Відділ: Музей історії декабристського руху, 258450, м. Кам'янка, парк Декабристів, 1

- Меморіальний будинок-музей Л. П. Симиренка, 258532, Городищенський район, с. Мліїв-1
- Канівський музей-бібліотека А. Гайдара, 258300, м. Канів, вул. Героїв Небесної Сотні, 78

## Чернівецька область
- Чернівецький краєзнавчий музей, 274000, м. Чернівці, вул. О. Кобилянської, 28

Філіали:
- Чернівецький літературно-меморіальний музей Ю. Федьковича, 274000, м. Чернівці, вул. О. Кобилянської, 28
- Чернівецький літературно-меморіальний музей О. Кобилянської, 274000, м. Чернівці, вул. С. Окуневської, 5

Відділи:
- Хотинський історико-революційний музей, 275360, м. Хотин, вул. Покровська, 17
- Кіцманський історичний музей, 275300, м. Кіцмань, вул. Незалежності, 50
- Чернівецький музей буковинської діаспори, 274000, м. Чернівці, вул. Главки, 1
- Чернівецький музей народної архітектури та побуту, 274015, м. Чернівці, вул. Світловодська, 2
- Чернівецький художній музей, 274000, м. Чернівці, вул. Йосипа Главки, 1
- Меморіальний музей Володимира Івасюка, 274000, м. Чернівці, вул. Маяковського, 40/1

## Чернігівська область
- Національний архітектурно-історичний заповідник «Чернігів Стародавній», (Держбуд), 250006, м. Чернігів, вул. Преображенська, 1
- Державний історико-культурний заповідник «Качанівка», 251336, Ічнянський район, с. Качанівка
- Чернігівський історичний музей імені В. Тарновського, 250006, м. Чернігів, вул. Музейна, 4

Відділи:
- Музей історії села Піски, 251159, Бобровицький район, с. Піски
- Чернігівський військово-історичний музей, 250013, м. Чернігів, вул. Т. Шевченка, 55а
- Музей національної пам'яті села Вертіївка, 251220, Ніжинський район, смт Вертіївка, вул. Т. Шевченка, 4
- Коропський меморіальний музей М. Кибальчича, 251050, смт Короп, пров. Кибальчича, 18
- Кунашівський історико-меморіальний музей М. Подвойського, 251200, Ніжинський район, с. Кунашівка
- Яхнівський музей радянсько-чехословацької дружби, 251205, Ніжинський район, с. Світанок, вул. К. Готвальда, 1

- Чернігівський музей народного декоративного мистецтва, 250006, м. Чернігів, вул. Музейна, 4
- Ніжинський краєзнавчий музей імені Івана Спаського, 251200, м. Ніжин, вул. Батюка, 14
- Остерський краєзнавчий музей, 251980, м. Остер, вул. Гагаріна, 30
- Сосницький краєзнавчий музей, 251630, смт Сосниця, вул. Десняка, 35
- Ічнянський краєзнавчий музей, 251320, м. Ічня, вул. Воскресінська, 27
- Менський краєзнавчий музей, 251600, м. Мена, вул. Т. Шевченка, 12
- Семенівський краєзнавчий музей, 251710, м. Семенівка, Червона пл., 7
- Прилуцький краєзнавчий музей, 251350, м. Прилуки, вул. Київська, 39
- Березнянський краєзнавчий музей, 251610, Менський район, смт Березна, вул. Свято-Покровська, 4
- Бахмацький історичний музей, 251010, м. Бахмач, вул. Б. Хмельницького, 21
- Корюківський історичний музей, 251550, м. Корюківка, вул. Зарічна, 8
- Національний історико-культурний заповідник «Гетьманська столиця», 251012, Бахмацький район, смт Батурин, вул. Гетьманська, 74
- Коропський регіональний історико-археологічний музей, 251050, смт Короп, вул. Вознесенська, 1
- Меморіальний музей М. Щорса, 251530, м. Сновськ, вул. Миру, 45
- Прилуцький історико-меморіальний Музей Олега Кошового, 251350, м. Прилуки, вул. Київська, 255
- Державний історико-культурний заповідник «Слово о полку Ігоревім», 251780, м. Новгород-Сіверський, вул. О. Пушкіна, 1
- Козелецький музей історії ткацтва Чернігівщини, 251900, м. Козелець, вул. Соборності, 28
- Чернігівський художній музей, 250006, м. Чернігів, вул. Музейна, 6

- Відділ: Картинна галерея в с. Лемеші, 251980, Козелецький район, с. Лемеші

- Художньо-меморіальний музей-садиба народного художника України О. Ф. Саєнка, 251080, м. Борзна, вул. Партизанська, 58
- Чернігівський літературно-меморіальний музей-заповідник М. М. Коцюбинського, 250000, м. Чернігів, вул. Коцюбинського, 5

- Відділ: Меморіальний музей Л. Ревуцького, 251331, Ічнянський район, с. Іржавець, вул. Ревуцького, 3

- Сосницький літературно-меморіальний музей О. П. Довженка, 251630, смт Сосниця, 2-й пров. Довженка, 2
- Новгород-Сіверський державний архітектурно-історичний заповідник, (Держбуд), 251780, м. Новгород-Сіверський, вул. Пушкіна, 1
- Чернігівський обласний історико-меморіальний музей-заповідник П. Куліша «Ганнина Пустинь», 16400, Борзнянський район, с. Оленівка